# Ytterstlomben
Ytterstlomben är en sjö i Överkalix kommun i Norrbotten och ingår i Kalixälvens huvudavrinningsområde. Sjön har en area på 0,247 kvadratkilometer och ligger 38,1 meter över havet. Ytterstlomben ligger i Torne och Kalix älvsystem Natura 2000-område. Sjön avvattnas av vattendraget Mjöträskån.

## Delavrinningsområde
Ytterstlomben ingår i det delavrinningsområde (736153-182138) som SMHI kallar för Mynnar i Djupbäcken. Medelhöjden är 99 meter över havet och ytan är 40,34 kvadratkilometer. Det finns ett avrinningsområde uppströms, och räknas det in blir den ackumulerade arean 46,86 kvadratkilometer. Mjöträskån som avvattnar avrinningsområdet har biflödesordning 4, vilket innebär att vattnet flödar genom totalt 4 vattendrag innan det når havet efter 86 kilometer. Avrinningsområdet består mestadels av skog (83 procent). Avrinningsområdet har 0,88 kvadratkilometer vattenytor vilket ger det en sjöprocent på 2,2 procent.